# 수권

물의 분포.

수권(水圈, hydrosphere)은 지구의 물의 구성을 가리키는 개념이다. 구체적으로 해당되는 것은 해양, 호수, 하천이다. 수권은 지표의 70%를 덮고 있고 다수의 동식물의 생식의 장소이다.
수권은 대기권처럼 항상 움직인다. 하천의 흐름은 보기 쉽지만 호수의 움직임은 눈에 띄기 어렵다. 해양수의 흐름은 곳에 따라서는 육안으로 확인하기 쉽지만 열대 지방과 극지방의 사이나 대륙 간의 대류 등은 확인이 곤란하다. 이것은 열대 지방의 따뜻한 해수가 극지방으로, 극지방의 차가운 해수가 열대 지방으로 이동하는 것으로 이러한 흐름은 해류로 불리는 형태를 취한다. 이 해류는 해양의 표면과 심부(수심 약 4,000m)에 존재한다.
해양의 이 흐름에 영향을 주는 성질에는 물의 온도와 염분이 있다. 따뜻한 물은 비중이 작아 해양의 표면을 흐르지만 차가운 물은 비중이 커 해저로 가라앉아 흐른다. 염분이 많은 물은 비중이 커서 가라앉기 쉽지만 염분이 적은 물이나 담수는 비중이 작아 대양의 표면으로 부상한다. 물의 온도와 염분의 편성이 물의 부상과 침강 또는 중심부의 체류를 결정하는 요소이다.
해양에는 기후 시스템에 기여하는 기능이 두 가지 있다. 하나는 대기권의 온실효과를 좌우하는 화학 물질을 대량으로 저장하는 것으로 이 저장 구성의 변화 속도가 기후 변동의 속도를 한정한다. 또 하나는 지표에 닿는 태양 복사 에너지의 90%를 흡수하는 것으로 대기권의 움직임에 대해 열대 지방의 열을 극지방으로 이전해 태양 에너지를 재분배한다.

## 같이 보기
- 대기권
- 생물권
- 대류
- 부족전쟁